# 오미야구
오미야구(일본어: 大宮区)는 일본 사이타마현 사이타마시를 이루는 10개 구 중 하나이다.
구 오미야시의 중심부에 해당하며 옛날에는 나카센도의 슈쿠바, 오미야주쿠가 놓인 역참 마을이었고, 근래에는 사이타마현의 유수한 상업 도시로 돋보인 지역으로 실제로 오미야는 사이타마현에서 가장 경제적으로 발전하고 있는 곳이며 적어도 현도인 우라와보다 경제적으로 발전하고 있다.

## 지리
대부분의 구역이 오미야 대지 위에 있어 평탄하고 산악, 구릉은 없다. 오미야역을 중심으로 점포, 사업소, 주택이 늘어서 있어 농지는 거의 볼 수 없지만 아마누마정의 일부나 미쓰하시의 가모가와 주변 등 구 외곽에서 약간 볼 수 있다.
서쪽으로 니시구, 북쪽으로 기타구, 동쪽으로 미누마구, 남동쪽으로 우라와구, 남쪽으로 주오구, 남서쪽으로 사쿠라구와 접한다.

## 역사
2001년 5월 1일까지 사이타마현 오미야시의 일부였다. 원래의 오미야시 지역은 현재 기타구(북쪽), 미누마구(동쪽), 니시구(서쪽), 오미야구(남쪽)로 이루어져 있었다. 2003년 4월 1일에 오미야시가 3시 통합으로 사이타마시가 됨과 동시에 정령지정도시가 되면서 사이타마시에 오미야구가 설치되었다.

## 교통

### 철도
- 동일본 여객철도
  - 도호쿠 신칸센
  - 조에쓰 신칸센
  - 호쿠리쿠 신칸센
  - 사이쿄선
  - 가와고에선
  - 게이힌 도호쿠선
  - 도호쿠 본선
  - 다카사키선

- 사이타마 신도시 교통
  - 이나선: 오미야역 - 데쓰도하쿠부쓰칸역

- 도부 철도
  - 노다선: 오미야역 - 기타오미야역 - 오미야코엔역

### 도로
- 국도 17호선